# Georg Schwarz (Politiker, 1896)
Georg Schwarz (* 27. März 1896 in Zwenkau; † 12. Januar 1945 in Dresden) war ein deutscher Politiker und Widerstandskämpfer gegen den Nationalsozialismus.

## Leben
Schwarz, von Beruf Bäcker, nahm als Freiwilliger am Ersten Weltkrieg teil, kehrte jedoch als Kriegsgegner zurück. 1918 wurde er Mitglied der SPD, 1919 der USPD und schließlich 1920 der KPD. Während der zwanziger Jahre arbeitete Schwarz in der Leutzscher Eisengießerei Max Jahn, deren Beschäftigte ihn zum Betriebsratsvorsitzenden wählten. 1929 wurde er in den Sächsischen Landtag gewählt. Von 1929 bis 1933 war Schwarz zudem Politischer Sekretär der KPD-Unterbezirke Leipzig, Flöha und Zwenkau.
Nach der „Machtergreifung“ durch die Nationalsozialisten wurde Schwarz bereits in der Nacht vom 1. auf den 2. März 1933 verhaftet. Er war in den KZ Hohnstein und Sachsenburg inhaftiert. Nach seiner Entlassung wirkte er beim Neuaufbau der nunmehr illegalen KPD-Organisation in Leipzig mit, deren Spitze er seit 1937/1938 angehörte. Schwarz schloss sich der Widerstandsgruppe um Georg Schumann, Otto Engert und Kurt Kresse an. Seit März 1944 war er Mitherausgeber der illegal erscheinenden Zeitung Widerstand gegen Krieg und Naziherrschaft. Im Juli 1944 wurde Schwarz verhaftet, am 23. November 1944 zum Tode verurteilt und am 12. Januar 1945 in Dresden hingerichtet.
Seine Tochter Sonja (1924–2013) war ab 1958 mit Alfred Kurella verheiratet.

## Ehrungen

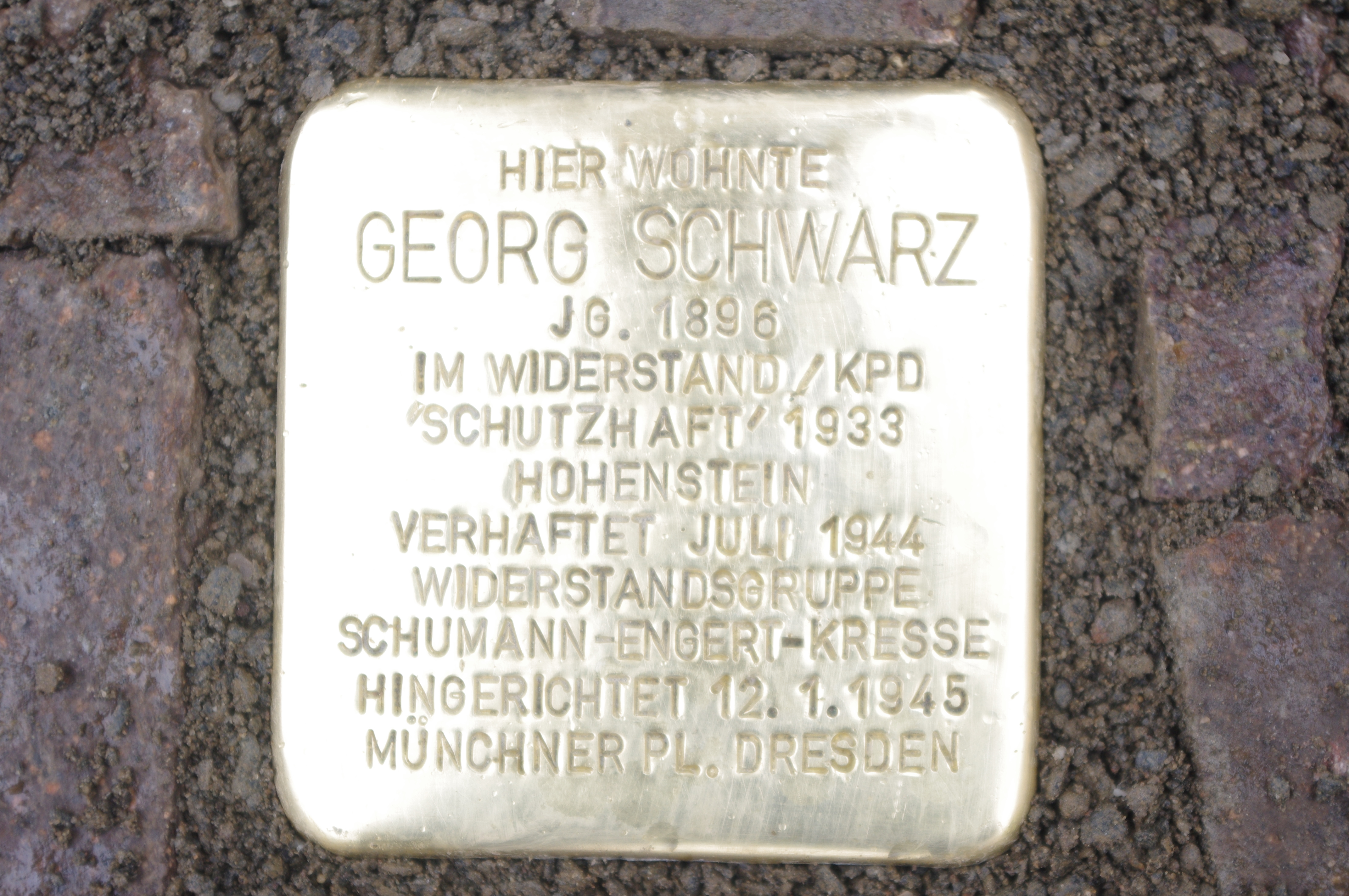
Stolperstein in Leipzig

Im August 1945 wurde eine Straße in den Leipziger Stadtteilen Lindenau und Leutzsch, die bis dahin den Namen der nationalsozialistischen Märtyrerfigur Albert Leo Schlageter trug, nach Schwarz benannt. Dieser hatte hier in der Hausnummer 24 gewohnt. Am 21. August 2009 wurde hier ein Stolperstein durch den Künstler Gunter Demnig verlegt (siehe Liste der Stolpersteine in Leipzig). Auch in Zwenkau ist eine Straße nach Georg Schwarz benannt, eine Parallelstraße nach Otto Engert.
An seinem Geburtshaus in Zwenkau war bis Ende 1989 eine entsprechende Gedenktafel angebracht. Das Haus wurde nach 2010 abgerissen, der Verbleib der Gedenktafel ist unbekannt.
Von 1949 bis 1992 trug der heutige Leipziger Alfred-Kunze-Sportpark den Namen Georg-Schwarz-Sportpark. Dort erinnert heute eine Gedenktafel an Georg Schwarz. Zudem hat sich eine Fangruppierung des BSG Chemie Leipzig nach dem Widerstandskämpfer benannt. Auch waren zwei Schulen in Leipzig und je eine Schule in Borna, Grimma und Olbersdorf nach ihm benannt, dazu eine Stahlgießerei im letztgenannten Ort.